# Одед Фер

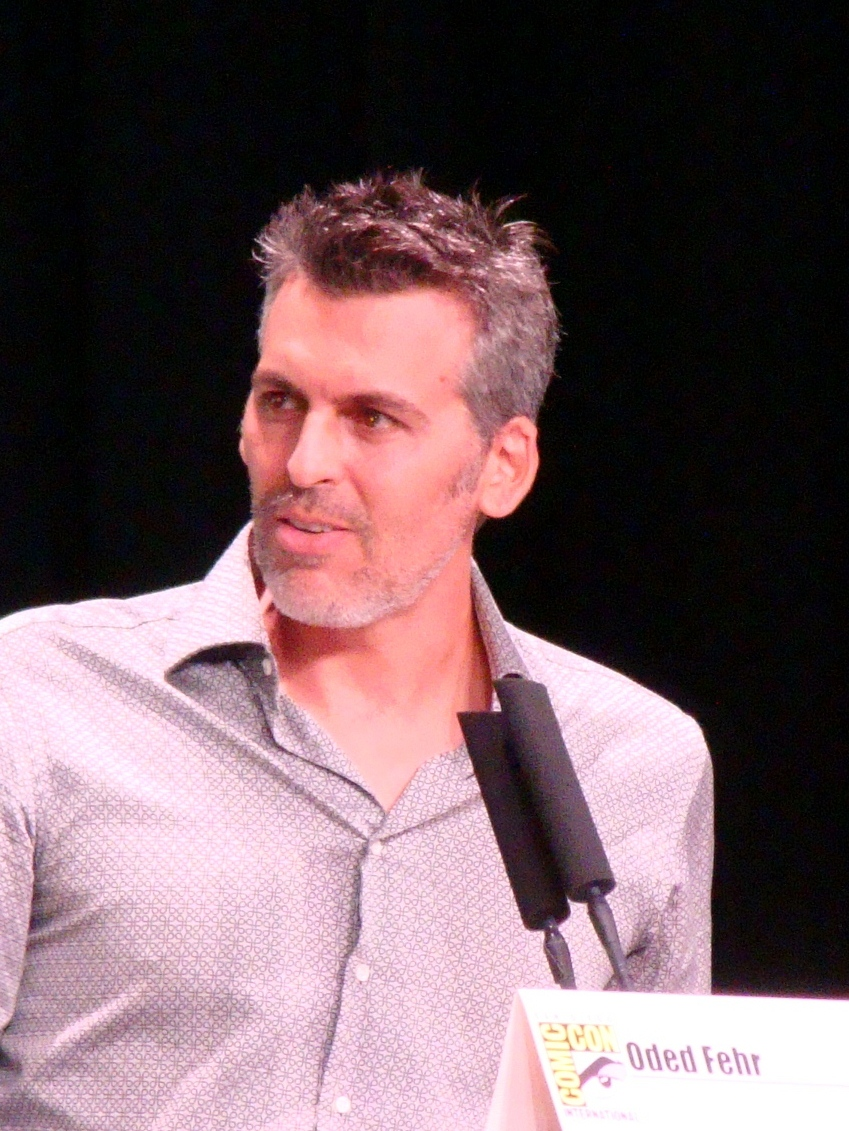
2011

Одед Фер (23. 11. 1970) — ізраїльський та  американський актор кіно і телебачення.

## Біографія
Народився в Тель-Авіві, Ізраїль в єврейській родині. З 18 років до 21 року служив в ізраїльському флоті. Після служби перебрався в  Європу і відкрив свій бізнес, але так і не встиг розкрутити його. Фер вирішує кинути бізнес і зайнятися акторською діяльністю. Після навчання в  Бристольскій школі старого вікторіанського театру, отримує головну роль в опері  « Дон Жуан повертається з війни» .
В 1999 му отримує роль Ардета Бея у фільмі  « Мумія» , яка принесла йому популярність, і роль Антуана у фільмі  " Чоловік за викликом «, в 2001 у знімається в продовженні фільму » Мумія « » Мумія повертається ". В 2004му отримує роль у фільмі  «Обитель зла: Апокаліпсис» . У 2004 році отримує роль демона Занку в популярному телесеріалі  «Всі жінки відьми» . В 2010му був запрошеною зіркою в телесеріалі  «Таємні операції»  і знявся в 4 епізодах.

## Особисте життя
Живе в  Санта-Моніці з сім'єю. Одружився з Рональдою Тофелсон 22 грудня 2000. Є син Аттікус (народився 4 січня 2003) і дочка Фінлі (народилася 26 лютого 2006).

## Вибрана фільмографія
| Рік       |    | Українська назва               | Оригінальна назва         | Роль                       |
| --------- | -- | ------------------------------ | ------------------------- | -------------------------- |
| 1998      | ф  | Смертельна мережа              |                           | Віктор                     |
| 1998      | ф  | Чоловік за викликом            |                           | Антуан-жиголо              |
| 1999      | ф  | Мумія                          | The Mummy                 | Ардет Бей                  |
| 1999      | ф  | Клеопатра                      |                           | капітан єгиптян            |
| 2000      | ф  | Арабські ночі                  |                           | другий грабіжник           |
| 2000      | ф  | Хліб і троянди                 |                           | камео                      |
| 2001      | ф  | Мумія повертається             |                           | Ардет Бей                  |
| 2001      | ф  | Техаські рейнджери             |                           | Антон Марсель              |
| 2001—2002 | с  | Під прикриттям                 |                           | Френк Донован              |
| 2003—2005 | мс | Ліга Справедливості            | Justice League            | Доктор Фейт                |
| 2004      | ф  | Оселя зла: Апокаліпсис         | Resident Evil: Apocalypse | Карлос Олівера             |
| 2004—2005 | с  | Усі жінки — відьми             | Charmed                   | Занку                      |
| 2005—2005 | с  | Спляча Осередок                |                           | Фаріс аль-Фарік            |
| 2005      | мф | Скубі-Ду: Де моя мумія?        |                           | Амаль Алі Акбар            |
| 2005      | ф  | Американський татусь           |                           | Казім                      |
| 2005      | ф  | Мрійник                        |                           | принц                      |
| 2005      | ф  | Чоловік за викликом 2          |                           | Антуан-жиголо              |
| 2007      | ф  | Оселя зла: Вимирання           | Resident Evil: Extinction | Карлос Олівера             |
| 2008      | ф  | Віддані                        |                           | Алек                       |
| 2008—2008 | с  | Чорна мітка                    |                           | Скайтер Пойнт              |
| 2009—2009 | с  | V                              | V                         | Ілай Коен                  |
| 2009—2009 | с  | Медіум                         |                           | Томас Стетлер              |
| 2009      | мф | Бетмен: хоробрі й сміливі      |                           | Еквінокс                   |
| 2010      | ф  | Закон і порядок: Лос-Анджелес  |                           | епізод у фільмі «Голлівуд» |
| 2010      | ф  | Гібрид                         |                           | Рей                        |
| 2011—2011 | мс | Молода справедливість          |                           | Ра'с аль Гул               |
| 2011      | ф  | У стилі Джейн                  |                           | Бо броню                   |
| 2012      | ф  | Оселя зла: Відплата            |                           | Карлос Олівера             |
| 2018      | ф  | Біла палата                    |                           |                            |
| 2013—2013 | с  | NCIS: Полювання на вбивць      |                           | Ілан Бодар                 |
| 2020—2020 | с  | Померти в зусиллях (Дискавері) |                           | адмірал Чарльз Венс        |